# Kanaung Mintha
Le Prince royal Kanaung Mintha (birman : ကနောင်မင်းသား ; 31 janvier 1820 - 2 août 1866) était un fils du roi Tharrawaddy Min, et le frère cadet de Mindon Min, dixième roi de la dynastie Konbaung de Birmanie. Vers la fin de la Seconde guerre anglo-birmane, tous deux renversèrent leur demi-frère le roi Pagan Min (règne de 1848 à 1853) et Mindon monta sur le trône. Kanaung Mintha fut nommé son héritier le 11 juillet 1853.

## Modernisateur
Mindon se consacrait surtout à la religion, mais le Prince royal Kanaung Mintha était un administrateur habile. Il essaya de bâtir une armée birmane moderne en envoyant des hommes étudier dans les pays occidentaux et en lançant une industrie d'armement. Il fut le fougueux « Prince de Guerre » et l'idole du peuple, destiné à succéder à son frère, son aîné de 21 ans. Il fut considéré comme un visionnaire essayant de moderniser son pays. Une anecdote rapporte qu'il testa des mines sous-marines pour repousser les troupes britanniques qui naviguaient sur l'Irrawaddy ; ces tentatives furent stoppées par les chefs du Sangha bouddhiste, qui protestèrent contre leur effet sur les poissons. Une autre anecdote relate ses visites aux usines les matins d'hiver, enveloppé dans une couverture. Il était aussi connu pour son caractère capricieux, évoqué dans une chanson d'amour composée par son épouse la princesse Hlaing Hteik-hkaung Tin, Seinchu Kya-nyaung bawlè.

## Assassinat
Kanaung Mintha fut tué en même temps que trois autres princes le 2 août 1866, lors de la révolution de palais des princes Myingun and Myinkhondaing (ses neveux, fils du roi Mindon). Le roi lui-même ne leur échappa que de justesse. Kanaung Mintha fut enterré sur place et le stûpa Sandamuni construit en 1874 à sa mémoire par Mindon Min au pied de la colline de Mandalay.
En 1878, Mindon mourut et son fils Thibaw Min devint roi : il fut vaincu par les britanniques lors de la troisième guerre anglo-birmane, ce qui entraîna la chute de la dynastie. Certains pensent que l'histoire de la Birmanie aurait été différente si Kanaung Mintha avait survécu et succédé à son frère. Il fut regretté par le peuple comme Aung San un siècle plus tard, et, comme pour Aung San, beaucoup de birmans accusèrent les britanniques d'avoir été mêlés à son assassinat.

## Épilogue
- Le prince Kadow Gyi, un petit-fils de Kanaung Mintha, épousa en 1922 une fille du roi Thibaw, la princesse Hteiksu Myatpaya (1886 - 1962).
- June Rose Bellamy, ou Yadana Nat-Me (Ange Précieux), une arrière-petite-fille de Kanaung Mintha, fille de la princesse Hteiktin Ma Lat (en) et du collectionneur d'orchidées australien Herbert Bellamy, fut la quatrième femme du général Ne Win[1].